# Žirovnica
Žirovnica là một khu tự quản (tiếng Slovenia: občine, số ít – občina) trong vùng Gorenjska của Slovenia. Žirovnica có diện tích 42.7 km2, dân số là theo điều tra ngày 31 tháng 3 năm 2002 là 4071 người. Thủ phủ khu tự quản Žirovnica đóng tại Žirovnica.